# Bundesförderung für effiziente Gebäude
Die Bundesförderung für effiziente Gebäude (BEG) unterstützt seit 2021 energetische Sanierungsvorhaben mit Zuschüssen und zinsverbilligten Darlehen. Die Beantragung erfolgt bei der Förderbank KfW sowie dem Bundesamt für Wirtschaft und Ausfuhrkontrolle (BAFA). Von 2021 bis September 2024 wurden etwa 10 Milliarden Euro an Fördergeldern an 1,55 Millionen Antragssteller ausgeschüttet.
Gefördert werden Komplett-Sanierungen zum Effizienzhaus sowie energetische Einzelmaßnahmen wie Heizungstausch, Dachdämmung, Fassadendämmung, Tausch von Fenstern / Türen oder Dämmung der Kellerdecke. Bei allen Maßnahmen, außer dem Heizungstausch, ist die Begleitung und Prüfung der Sanierung durch eine Energieberater, der in der Energieeffizienz-Expertenliste für Förderprogramme des Bundes eingetragen ist, erforderlich. Die Energieberatung wird bis zu 50 Prozent gefördert.

## Förderung Einzelmaßnahmen
Beim Heizungstausch wird der Einbau von Heizungsanlagen gefördert, die Wärme mit erneuerbaren Energien erzeugen – also Biomasseheizungen, Solarthermie und Wärmepumpen. 
Stand 2024 gibt es für den Heizungstausch
- eine Grundförderung von 30 Prozent
- einen Klimageschwindigkeits-Bonus von 20 Prozent für den Austausch einer noch funktionstüchtigen Öl-, Kohle-, Gas-Etagen- oder Nachtspeicherheizung oder beim Ersatz einer mindestens 20 Jahre alten Gas- oder Biomasseheizung. Der Bonus ist nur für selbstgenutztes Eigentum vorgesehen, Vermieterinnen und Vermieter können ihn nicht nutzen.
- einen Einkommens-Bonus von 30 Prozent für selbstnutzende Eigentümerinnen und Eigentümer mit einem zu versteuerndem Haushaltseinkommen von bis zu 40.000 Euro pro Jahr
- einen Effizienz-Bonus von 5 Prozent für Wärmepumpen, die als Wärmequelle Wasser, Erdreich oder Abwasser nutzen oder ein natürliches Kältemittel einsetzen
- Der maximale Fördersatz beträgt 70 Prozent.
- Neben Einzellösungen wird auch der Anschluss an Gebäude- oder Wärmenetze gefördert.

Die förderfähigen Kosten liegen beim Heizungstausch für die erste Wohneinheit bei 30.000 Euro. Für Effizienzmaßnahmen an der Gebäudehülle, Anlagentechnik und Heizungsoptimierung, die grundlegend mit 15 % (20 % mit Sanierungsfahrplan) gefördert werden, stehen zusätzlich 30.000 Euro förderfähige Kosten zur Verfügung. Liegt ein individueller Sanierungsfahrplan vor, erhöhen sich diese auf 60.000 Euro pro Jahr. 
Die Beantragung der Einzelmaßnahmen erfolgt für den Heizungstausch bei der KfW und für weitere Effizienzmaßnahmen und Gebäudenetze beim BAFA.
Seit Januar 2023 wird auch das Material gefördert, mit dem Sanierungsmaßnahmen in Eigenleistungen umgesetzt werden, beispielsweise die Dämmung der Kellerdecke.
Neu seit 2024 ist hingegen ein ergänzendes, zinsvergünstigtes Kreditangebot für Antragstellende mit einem zu versteuernden Haushaltseinkommen von bis zu 90.000 Euro pro Jahr.

## Förderung Komplettsanierungen
Die BEG-Förderung für Komplett-Sanierungen zu Effizienzhäusern umfasst die Effizienzniveaus 40, 55, 70 und 85, die über dem gesetzlichen Mindeststandard liegen. Zusätzliche Förderprozente gibt es für besonders schlechte Gebäude, den Einsatz erneuerbarer Energien und nachhaltige Materialien. Auch wenn seriell saniert wird, gibt es einen Bonus dazu.